# Dutch Open 1994
Die Dutch Open 1994 im Badminton fanden Ende September 1994 im Sportcentrum de Maaspoort in Den Bosch statt. Das Preisgeld betrug 35.000 US-Dollar, was dem Turnier zu einem Zwei-Sterne-Status im Grand Prix verhalf.

## Sieger und Platzierte
| Disziplin    | Gold                                    | Silber                      | Bronze                             |
| ------------ | --------------------------------------- | --------------------------- | ---------------------------------- |
| Herreneinzel | Poul-Erik Høyer Larsen                  | Peter Rasmussen             | Martin Lundgaard Hansen            |
| Herreneinzel | Poul-Erik Høyer Larsen                  | Peter Rasmussen             | Fung Permadi                       |
| Dameneinzel  | Lim Xiaoqing                            | Liu Yuhong                  | Catrine Bengtsson                  |
| Dameneinzel  | Lim Xiaoqing                            | Liu Yuhong                  | Lin Xiaoming                       |
| Herrendoppel | S. Antonius Budi Ariantho Denny Kantono | Simon Archer Chris Hunt     | Seng Kok Kiong Hadi Sugianto       |
| Herrendoppel | S. Antonius Budi Ariantho Denny Kantono | Simon Archer Chris Hunt     | Choi Ji-tae Kim Young-gil          |
| Damendoppel  | Peng Xinyong Zhang Jin                  | Qin Yiyuan Tang Hetian      | Lotte Olsen Lisbet Stuer-Lauridsen |
| Damendoppel  | Peng Xinyong Zhang Jin                  | Qin Yiyuan Tang Hetian      | Gillian Gowers Joanne Muggeridge   |
| Mixed        | Chris Hunt Gillian Gowers               | Flandy Limpele Dede Hasanah | Jan-Eric Antonsson Astrid Crabo    |
| Mixed        | Chris Hunt Gillian Gowers               | Flandy Limpele Dede Hasanah | Thomas Damgaard Marlene Thomsen    |

## Finalresultate
| Disziplin    | Sieger                                  | Finalist                    | Ergebnis          |
| ------------ | --------------------------------------- | --------------------------- | ----------------- |
| Herreneinzel | Poul-Erik Høyer Larsen                  | Peter Rasmussen             | 15-7, 15-7        |
| Dameneinzel  | Lim Xiaoqing                            | Liu Yuhong                  | 11-3, 12-9        |
| Herrendoppel | S. Antonius Budi Ariantho Denny Kantono | Simon Archer Chris Hunt     | 17-18, 15-5, 15-8 |
| Damendoppel  | Peng Xinyong Zhang Jin                  | Qin Yiyuan Tang Hetian      | 15-4, 15-7        |
| Mixed        | Chris Hunt Gillian Gowers               | Flandy Limpele Dede Hasanah | 15–5, 15–4        |